# دو کله‌شق
دو کله‌شق فیلمی به کارگردانی ایرج قادری و نویسندگی سعید مطلبی محصول سال ۱۳۵۶ است.

## خلاصه فیلم
اسلام از زندان آزاد می‌شود و به دیدار دوست قدیمی‌اش، مصیب، می‌رود. قدیر می‌کوشد آن دو را به کار قاچاق بکشاند؛ اما اسلام مقاومت می‌کند و مصیب را، که موافق همکاری است، برحذر می‌دارد. پیرمردی از آن دو می‌خواهد که دخترش، صفا، را در آن‌سوی آب‌ها بیابند و با خود به بندر بیاورند. دو دوست، با اسرافیل و لنجش، عازم امارات می‌شوند و صفا را، برخلاف میلش، از کافه‌ای که در آن‌جا کار می‌کند، با خود به شهر بندری می‌آورند. صفا، به تلافی، میان دو دوست کدورت ایجاد می‌کند. او که به اسلام علاقه‌مند است، خود را به مصیب نزدیک می‌کند تا حسادت اسلام را برانگیزد. قدیر نیز به این کدورت دامن می‌زند و مصیب را ترغیب می‌کند که برای او کار قاچاق انجام دهد. اسلام مانع می‌شود. پیرمرد از دخترش می‌خواهد که دو دوست را به جان هم نیندازد، و صفا با بازگو کردن حقیقت به مصیب، علاقه‌ی خود را به اسلام بروز می‌دهد. سرانجام، اسلام و مصیب با هم آشتی و با قدیر مقابله می‌کنند.

## بازیگران
- رضا بیک‌ایمانوردی
- ایرج قادری
- شورانگیز طباطبایی
- جمشید مهرداد
- فرهاد حمیدی